# Armin Kellersberger

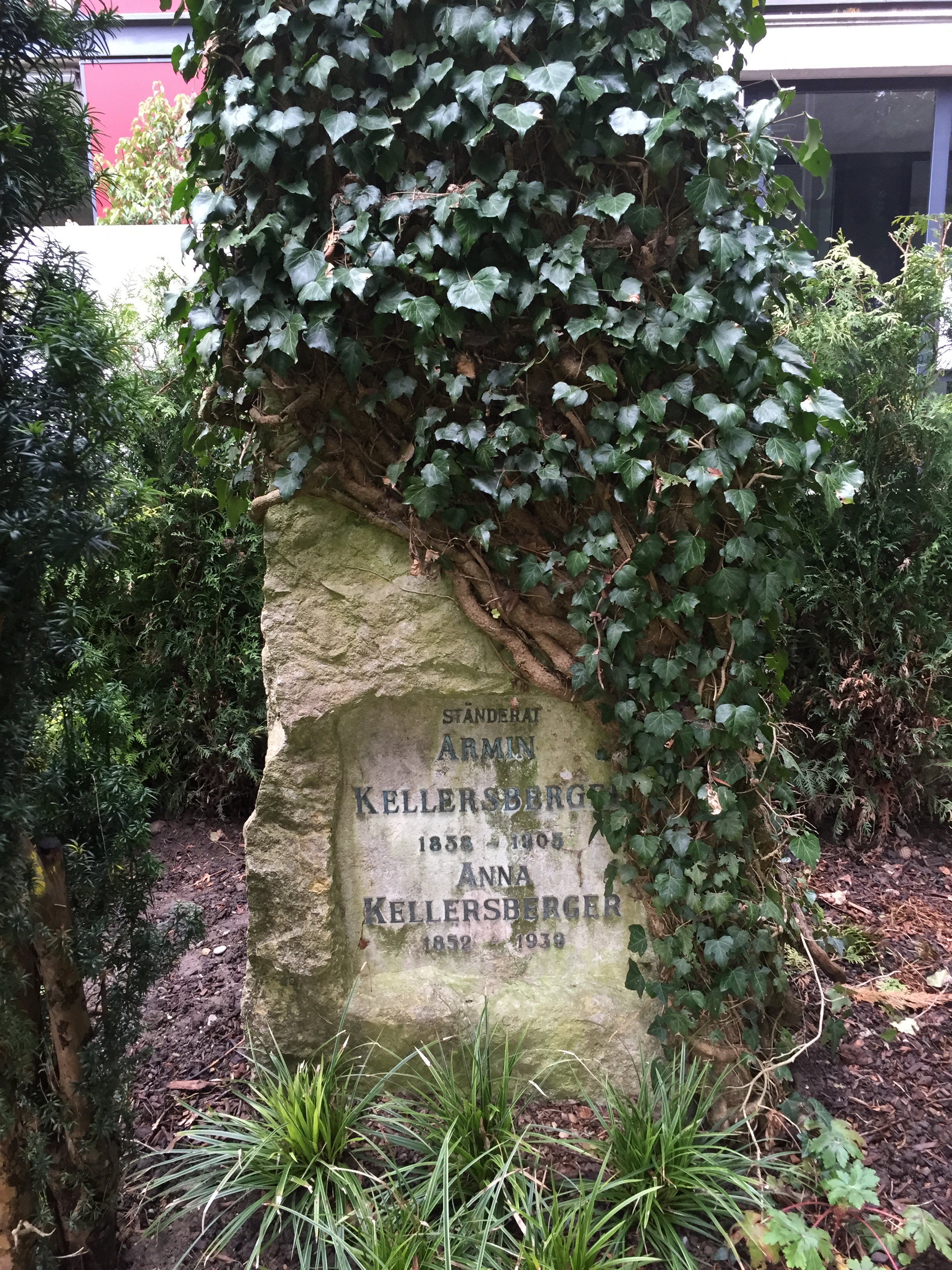
Grab von Armin Kellersberger auf dem Alten Friedhof

Armin Josef Julius Kellersberger (* 18. Dezember 1838 in Baden; † 28. Juli 1905 ebenda, heimatberechtigt in Baden) war ein Schweizer Politiker (FDP). Von 1881 bis zu seinem Tod vertrat er den Kanton Aargau im Ständerat, von 1880 bis 1893 war er Stadtammann von Baden.

## Biografie
Der Sohn von Josef Kellersberger, Grossrat und Gemeinderat von Baden, absolvierte die Bezirksschule in Baden und von 1855 bis 1859 die Kantonsschule in Aarau. Danach studierte er Recht an den Universitäten Heidelberg, München und Zürich. 1859 wurde er Mitglied des Corps Helvetia Heidelberg. 1864 erhielt er die Zulassung als Rechtsanwalt und arbeitete zunächst im Anwaltsbüro seines Vaters. 1868 machte er sich selbständig und eröffnete eine eigene Kanzlei in Laufenburg. Dort war er von 1872 bis 1874 Gemeinderat und stellvertretender Bezirksamtmann. 1877 kehrte er nach Baden zurück und war drei Jahre lang als Stadtschreiber tätig. Im Militär stieg er bis in den Rang eines Majors und war als solcher Kommandant eines Bataillons.
1874 wurde Kellersberger in den Grossen Rat gewählt, dem er ununterbrochen bis 1905 angehörte (1880/81 und 1891/92 als Präsident). 1880 folgte die Wahl zum Stadtammann von Baden; dieses Amt übte er bis 1893 aus. Sein Vorgänger hatte die Beteiligung der Einwohnergemeinde an der Schweizerischen Nationalbahn durchgesetzt, die Bahngesellschaft war jedoch bald nach Vollendung der über Baden führenden Bahnstrecke Zofingen–Wettingen in Konkurs gegangen. Kellersberger gelang es, den finanziellen Ruin der Einwohnergemeinde abzuwenden, indem er vom Bund ein langfristiges Darlehen von 2,4 Millionen Franken erwirkte und die Ortsbürgergemeinde davon überzeugte, Unterstützung in der Höhe von einer halben Million Franken zu leisten. Erfolgreich bekämpfte er das Vorhaben der Zürcher Kantonsregierung und der Stadt Winterthur, gegen die Aargauer Garantiestädte Baden, Lenzburg und Zofingen ein Konkursverfahren zu eröffnen.
Der Grosse Rat wählte Kellersberger 1881 in den Ständerat, als Nachfolger von Augustin Keller. Im Parlament erlangte er bald grossen Einfluss, insbesondere in militärischen Fragen. So trat er für den Bau der Gotthardfestung und die Bewaffnung des Landsturms ein. 1884/85 bemühte er sich als aargauischer Verfassungsrat, die durch den Kulturkampf verschärften konfessionellen Gegensätze auszugleichen. 1890/91 war er Ständeratspräsident. Ein Jahr nach der Gründung der Schweizer FDP gelang es ihm 1895, im Aargau den demokratischen und den liberalen Flügel in einer gemeinsamen Kantonalpartei zu vereinen.
Neben seiner politischen Tätigkeit förderte Kellersberger die Ansiedlung von Industriebetrieben in Baden. So gehörte er seit deren Gründung als juristischer Berater den Verwaltungsräten der Elektrizitätswerke Baden und der Motor AG für angewandte Elektrizität (spätere Motor-Columbus) an. Ab 1898 war er Verwaltungsratspräsident der Hagneck-Elektrizitätswerke, ausserdem war er von 1894 bis 1902 Verwaltungsratsmitglied der Schweizerischen Nordostbahn. Kellersberger führte von 1894 bis 1898 zusammen mit seinem Schwiegersohn Grabungen auf seinem Grundstück in Baden durch. Dadurch kamen zahlreiche antike Fundgegenstände zutage, die neue Erkenntnisse über die römische Siedlung Aquae Helveticae brachten und heute im Besitz des Historischen Museums der Stadt Baden sind.